# لويس دي فرونتيناك
لويس دي بواد، كونت فرونتناك إي بالواو (بالفرنسية: Louis de Buade, Comte de Frontenac et de Palluau)‏، (ولد 22 مايو 1622 – توفي 28 نوفمبر 1698) هو جندي فرنسي كان حاكمًا عامًا على فرنسا الجديدة من عام 1672 إلى 1682 ومن عام 1689 إلى وفاته في 1698. أنشأ عددًا من الحصون على البحيرات العظمى وشارك في سلسلة من المعارك ضد الإنجليز والاروكوا. 
في فترة ولايته الأولى، أيد فرونتيناك توسيع تجارة الفراء، وإنشاء حصن فرونتيناك (في ما يعرف الآن باسم كنغستون، أونتاريو) ودخل في نزاع مع الأعضاء الآخرين في المجلس السيادي على توسعتها وعلى الأموال المطلوبة لبناء الحصون. ومن هذه النزاعات أنه دعم بيع البراندي لقبائل السكان الأصليين رغم من معارضة الأسقف فرانسوا دي لافال التي اعتبر الأمر خطيئة. أدى الصراع مع المجلس السيادي إلى استدعائه إلى فرنسا في 1682.
تميزت فترة ولايته الثانية بالدفاع عن كيبيك من الغزو البريطاني خلال حرب الملك ويليام، وهي حملة عصابات ناجحة ضد مستعمرات الايروكوا والمستعمرات الإنجليزية والتي نجحت في القضاء على تهديد الايروكوا ضد فرنسا الجديدة، وتوسع تجارة الفراء بفضل الاستعانة بمختلطي الأعراق الكندية. توفي قبل استدعائه لفرنسا لمرة ثانية.

## بدايات حياته
لويس هو ابن هنري دي بواد، وهو عقيد في فوج نافار، وولد في عام 1622. لا تتوفر معلومات كثيرة عن بدايات حياته، وذلك لعدم اكتشاف أي أوراق تدل عليه. أما عائلة بواد التي ينتمي إليها، فقد كانت عائلة محترمة في امارة بيارن. وجده أنطوان دي بواد، سينيور دي فرونتناك، وكان عضوا في مجلس الدولة في عهد هنري الرابع، وتربى أولاده مع ولي العهد الأمير لويس، الذي أصبح فيما بعد الملك لويس الثالث عشر.
دخل لويس دي بواد الجيش في سن مبكرة. في العام 1635 خدم تحت لواء أمير أورانج في هولندا، وحارب بشجاعة وتلقى العديد من الجروح خلال الاشتباكات في البلدان المنخفضة وإيطاليا. تمت ترقيته إلى رتبة عقيد في فوج نورماندي عام 1643، ثم أصبح مارشال بعد ثلاث سنوات، بعد أن أثبت نفسه في حصار أوربيتيلو، حيث كسرت ذراعه. استمرت خدمته العسكرية حتى عقد سلام ويستفاليا في عام 1648، وعاد إلى منزل والده في باريس وتزوجت فتاة تدعى آن دو لا غرانج – تريانون دون موافقة والديها، وكانت فتاة جميلة، وأصبحت فيما بعد من صديقات مدام دي مونتبينسير المقربات. لم يكن الزواج سعيدا ولم يتوافقا، وانتهى بالانفصال بعد ولادة ابنهما الأول، وتقاعد الكونت إلى أملاكه في أندر، حيث أصبح مثقلا بالديون بعد أن أمضى حياته في الترف والبذخ.
لا يعرف سوى القليل عن حياته المهنية على مدى السنوات الخمس عشرة التالية سوى أنه تولى منصبا رفيعا في البلاط، ولكن في عام 1669 وضع فرونتناك في قيادة القوات الفرنسية بناء على توصية من تورين، وذلك عندما أرسلت فرنسا كتيبة لمساعدة البنادقة في الدفاع عن كريت ضد الأتراك. وحاز المجد العسكري في هذه الحملة، ولكن ثروته لم تنمو.

## الفترة الأولى في كيبيك
في هذه الفترة استرعت المشاكل في فرنسا الجديدة انتباه البلاط. كانت المستعمرة تدار بنجاح منذ العام 1665 من قبل ثلاثة رجال، الحاكم دانيال دي ريمي دي كورسيل، المدير جان تالون، والملازم العام المركيز دي تريسي؛ ولكن الاختلاف في الرأي دب بين الحاكم والمدير، وطالب كل منهما سحب الآخر من الخدمة العامة. أدت هذه الأزمة في إدارة فرنسا الجديدة إلى تعيين فرونتناك كخليفة لكروسيل.
وصل الحاكم الجديد في كيبيك في 12 سبتمبر 1672. وكان واضحا من البداية أنه كان يتبع سياسة التوسع الاستعماري، وأنه كان مستقلا برأيه، وفي عدة مرات لم يلتزم بآراء الملك أو وزيره جان بابتيست كولبير. إحدى أولى قراراته كحاكم هي إنشاء الطبقات الثلاث في كندا، وهي النبلاء ورجال الدين والشعب، وهو ما قوبل بالرفض من قبل البلاط الفرنسي، وما دفع الملك لاتخاذ التدابير لكبح طموح الحاكم الجديد بزيادة سلطة مجلس السيادة وإحياء مكتب المدير. لكن فرونتناك كان ذا روح تعشق السلطة وأراد الطاعة من الجميع ولم يستسلم لشيء. دخل فرونتناك في عدة خلافات مع المدير فيما يتعلق الأسبقية، وكذلك مع رجال الكنيسة، حيث تجرأ واحد أو اثنان بانتقاد قراراته. كانت الكنيسة في كندا تدار ولعدة سنوات من قبل جماعات دينية، دون أن تكون أبرشية منظمة.
ولكن بعد ثلاث سنوات من وصول فرونتناك، تم وضع أسقف هو فرانسوا كزافييه دي لافال دي مونتمورنسي، وهو نائب أسقف سابق، وتم منحه ولاية قضائية على كامل كندا. لكن فرونتناك وجد في هذا القسيس خصما قويا كان مصمما على جعل الدولة تحت إمرة الكنيسة. سار فرونتناك، وفي هذا الصدد، على خطى من سبقوه، وأصدر رخصا تجارية تسمح ببيع المسكرات. سعى الأسقف، وبدعم من المدير، لقمع هذه التجارة وأرسل سفيرا إلى فرنسا لفرض إجراءات رادعة. أيدت السلطات في فرنسا وجهة نظر الأسقف وتم تقسيم السلطة. تبع ذلك المشاكل بين المحافظ فرونتناك ومجلس السيادة، حيث وقف معظم أعضائه بجانب صاحب السلطة الفعلية في المستعمرة – وهو الأسقف مونتمورنسي، في حين شكلت الشكوك حول المدير دوشينو، مصدرا دائما للمضايقات والفتن. استمع الملك ووزيره لمناظرات الأطراف المتنازعة وبدأ صبرهم ينفد، فتم استدعاء المحافظ والمدير إلى فرنسا عام 1682. خلال فترة إدارة فرونتناك الأولى تم إجراء العديد من التحسينات في البلاد، حيث تم تعزيز الدفاعات، تم بناء حصن يحمل اسمه في كاتاراكي (وهي الآن كينغستون) في أونتاريو، وحافظ على السلام إلى حد ما بين الإيروكوا من جهة وحلفاء الفرنسيين من الأوتاوا والهورون من جهة أخرى.
لكن تطور الأحداث خلال السنوات القليلة المقبلة أثبتت أن استدعاءه كان في توقيت سيئ. حيث اتخذ الإيروكوا موقفا عدائيا من المستوطنين، ولم يتمكن لا بار، الذي خلف فرونتيناك على منصب الحاكم، من قيادة الجيش ضد هذه القبائل. وبنهاية العام تم استبدال لا بار بالمركيز دي دينونفيل، الذي كان ذا مقدرة وشجاعة ووجه حملاته ضد قبائل الإيروكوا الغربية، إلا أنه لم يتمكن من إخضاعهم، وزادت حملاته من غضبهم بدلا من أن ترهبهم، وكانت مذبحة لاشين (5 أغسطس 1689) إحدى نتائج إدارته المتسرعة.

## الفترة الثانية
كان وضع المستعمرة في حالة حرجة، ما دفع لويس الرابع عشر ليعيد فرونتناك إلى مكانه لكي يدعم وجود فرنسا في المنطقة. وصل فرونتناك إلى كيبيك عندما، في 15 أكتوبر 1689، حاكما للمرة الثانية، وتلقى ترحيبا حارا، وأعاد الثقة داخل الشعب، وعمل بسرعة على إحلال السلام في المنطقة. في 16 أكتوبر 1690 ظهرت عدة سفن من نيو انغلاند بقيادة السير وليام فيبس قبالة جزيرة أورليانز، وأرسل ضابط إلى الشاطئ للمطالبة بتسليم الحصن. أرسل فرونتناك رده متحديا للأميرال المعادي، ووقاد قواته بشجاعة لصد العدو، الذين تراجعوا بسرعة وتركوا وراءهم بضع قطع من المدفعية على شاطئ بيوبورت. ارتفعت هيبة الحاكم بعد هذه المواجهة، وكان على استعداد لمتابعة مغامرته بالهجوم على بوسطن من البحر، ولكن لم يكن تكن له الموارد الكافية لهذه الحملة. تمتعت فرنسا الجديدة بفترة راحة قصيرة من أعدائها، وخلال هذه الفترة شجع فرونتناك الأدب والدراما في شاتو سانت لويس، كما وجه اهتمام للحياة الاجتماعية في المستعمرة. لكنه لم يتمكن من السيطرة على الهنود، وظل يقاتلهم في عدة مناوشات ولمدة عامين. قرر فرونتناك في عام 1696 أن يخوض المعركة ضد الإيروكوا، رغم أنه بلغ السادسة والسبعين من العمر. انطلق من لاشين في 6 يوليو على رأس قوة كبيرة نحو قرية شعب أونونداغا، ووصل إلى هناك في وقت لاحق من الشهر. في غضون ذلك كان الإيروكوا قد تخلوا عن قراهم، وبدأ الجيش مسيرة العودة في 10 أغسطس. تحمل المحارب العجوز مشقة الرحلة، وتلقى على شجاعته ميدالية صليب سانت لويس. توفي فرونتناك في 28 نوفمبر 1698 في شاتو سانت لويس بعد مرض أصابه لفترة قصيرة، وحزن عليه الشعب الكندي.